# Летов Š-31
Летов Š-31 (чеш. Letov Š-31) је чехословачки ловачки авион. Први лет авиона је извршен 1929. године. 

Направљена су само три примерка, пошто се авион није нарочито истицао летним особинама. Два су послата републиканцима у Шпанију.
Највећа брзина у хоризонталном лету је износила 254 km/h. Практична највећа висина лета је износила 8000 метара а брзина пењања 500 метара у минути. Размах крила је био 9,80 метара а дужина 7,15 метара. Био је наоружан са 2 предња митраљеза калибра 7,7 милиметара Викерс.

## Наоружање
| Наоружање авиона: Летов        |     |
| Ватрено (стрељачко) наоружање  |     |
| Топ                            |     |
| Митраљез                       |     |
| Број и ознака митраљеза        | 2   |
| Калибар                        | 7,7 |
| Бомбардерско наоружање (бомбе) |     |
| Ракетно наоружање (ракете)     |     |